# 斯希德尼昌卡河
斯希德尼昌卡河（烏克蘭語：Східничанка），是烏克蘭的河流，位於該國西部利沃夫州，河道全長11公里，流域面積28.8平方公里，該河流發源自斯希德尼齊亞東部。